# Gérald Martin
Pour les articles homonymes, voir Martin.
Gérald Martin est un footballeur français,  né le 7 novembre 1974 à Montpellier. Il joue au poste de milieu de terrain défensif du milieu des années 1990 au début des années 2000.
Formé au Montpellier HSC, il évolue ensuite à l'Olympique Alès puis au Nîmes Olympique.

## Biographie
Gérald Martin intègre le centre de formation du Montpellier HSC au début des années 1990. Il fait ses débuts en équipe première lors de la saison 1994-1995. Il est titularisé par l'entraîneur Michel Mézy face à l'AS Monaco, dans un match comptant pour la vingt-huitième journée du championnat, perdu deux buts à zéro.
Après sept rencontres disputées en deux ans avec l'équipe première, il est prêté à l'Olympique d'Alès en Cévennes, alors en National, pour la saison 1996-1997. En fin de saison, le club est relégué à la suite de la réforme du National et il retourne alors au MHSC où il ne parvient pas s'imposer.
Il est transféré au Nîmes Olympique, alors en Ligue 2, pour la saison 1999-2000. Remplaçant en début de championnat, il s'impose comme titulaire à la suite de la blessure de Laurent Strzelczak. Il joue trois saisons en faveur du club gardois avant de mettre un terme à sa carrière professionnelle et de rejoindre pour une saison les rangs amateurs de l'Entente Perrier Vergèze.

## Statistiques
Le tableau ci-dessous résume les statistiques en match officiel de Gérald Martin durant sa carrière de joueur professionnel,,.
| Saison                | Club                  | Championnat           | Championnat | Championnat | Coupe nationale | Coupe nationale | Coupe de la Ligue | Coupe de la Ligue | Compétition(s) continentale(s) | Compétition(s) continentale(s) | Compétition(s) continentale(s) | Total | Total |
| Saison                | Club                  | Division              | M.          | B.          | M.              | B.              | M.                | B.                | Comp.                          | M.                             | B.                             | M.    | B.    |
| 1994-1995             | Montpellier HSC       | Division 1            | 6           | 0           | -               | -               | -                 | -                 | -                              | -                              | -                              | 6     | 0     |
| 1995-1996             | Montpellier HSC       | Division 1            | 1           | 0           | -               | -               | -                 | -                 | -                              | -                              | -                              | 1     | 0     |
| 1996-1997             | Olympique d'Alès      | National 1            | 25          | 1           | 1               | 0               | -                 | -                 | -                              | -                              | -                              | 26    | 1     |
| 1997-1998             | Montpellier HSC       | Division 1            | 2           | 0           | -               | -               | -                 | -                 | CI                             | 1                              | 0                              | 3     | 0     |
| 1998-1999             | Montpellier HSC       | Division 1            | -           | -           | -               | -               | -                 | -                 | -                              | -                              | -                              | 0     | 0     |
| 1999-2000             | Nîmes Olympique       | Division 2            | 25          | 0           | -               | -               | 1                 | 0                 | -                              | -                              | -                              | 26    | 0     |
| 2000-2001             | Nîmes Olympique       | Division 2            | 29          | 0           | -               | -               | 2                 | 0                 | -                              | -                              | -                              | 31    | 0     |
| 2001-2002             | Nîmes Olympique       | Division 2            | 14          | 0           | -               | -               | 2                 | 0                 | -                              | -                              | -                              | 16    | 0     |
| Total sur la carrière | Total sur la carrière | Total sur la carrière | 102         | 1           | 1               | 0               | 5                 | 0                 | -                              | 1                              | 0                              | 109   | 1     |